# خوجین
خوجین روستایی است که در استان اردبیل، شهرستان خلخال، بخش مرکزی، دهستان خانندبیل شرقی قرار دارد.
از آبادی‌های دهستان خانندبیل شرقی و مرکز دهستان خانندبیل شرقی دربخش مرکزی شهرستان خلخال است که در منطقه کوهستانی زیبایی به ارتفاع ۲۰۱۴ متر ازسطح دریادر ۳۷ درجه و ۳۴ دقیقه و ۵۰ ثانیه عرض شمالی و ۴۸ درجه و ۳۵ دقیقه و ۲۰ ثانیه طول شرقی در سه کیلومتری مرکزشهرستان جای گرفته‌است و از سمت شمال به روستای خانقاه سادات و شهر خلخال (هروآباد)، از سمت غرب به روستای بیلیل و زاویه سادات، از سمت جنوب به ارتفاعات ازنو و از سمت شرق به مالان کوه و جنگل‌های گیلان و روستای مئجره که درسمت جنوب شرقی آن قرار دارد منتهی می‌شود.
جمعی از افتخارات روستا:  
جواد یغموریان:  رتبه یک دکترای رشته بیوتکنولوژی

## نامگذاری
روستای خوجین که در بیان اهالی به «فییین» (Fıyın) معروف است از چهار محله به نام‌های آشاغی کوچه، خالیران (خولیلان)، یوخاری کوچه و محله اَرقَلی (ارک علی) تشکیل می‌شود. یوخاری کوچه قسمت اعظمی از روستای خوجین شامل سمت شرق، جنوب و بخشی از سمت شمالی آن را دربرمی گیرد و آشاغی کوچه شامل قسمت غربی و قسمتی از شمال و محله اَرقَلی است.

## بافت روستای
بافت کالبدی روستای خوجین از دو قسمت جدید و قدیم تشکیل می‌شود بافت قدیم آن در قسمت شمال شرقی وبافت جدید آن درقسمت غرب روستا قرار دارد که شامل شش خیابان اصلی آسفالته می‌باشد. بازارمئیدانی، طولاش چارراهی، حاج جواد کوچه سی، اَرقَلی، ملکی، حبیبی، بابایی، صالحی و سنتویولو، نام خیابان‌ها و کوچه‌های معروف روستای «فییین» است.نام گذاری کوچه ها وخیابان ها عمدتا به دلیل وجود خانواده های خاص در آن محل میباشد،به عنوان مثال نامگذاری  خیابان ملکی به دلیل سکونت خانواده های ملکی که یکی از  طایفه های بزرگ خوجین است میباشد.   با اجرای طرح هادی در روستای خوجین کار ساماندهی و اصلاح بافت موجود و تعریض معابر روستایی، میزان و مکان گسترش آتی و نحوه استفاده از زمین برای عملکردهای مختلف مسکونی، تولیدی، تجاری و کشاورزی تعیین شده‌است.

## جمعیت
روستای خوجین از بزرگترین وپرجمعیت‌ترین روستاهای شهرستان خلخال است که بعد از روستای «لرد» در سمت جنوبی شهرستان خلخال پرجمعیت‌ترین آبادی شهرستان خلخال بشمار می‌رود و جمعیت ساکن در آن از کل جمعیت بعضی از دهستان‌های خلخال بیشتر است. درسرشماری عمومی نفوس ومسکن سال ۱۳۸۵ تعداد ۷۷۳ خانوار با ۲۷۲۰ نفر در آن زندگی می‌کردند که ۱۳۴۰ نفرآن مرد و ۱۳۸۰ نفرزن بودند. باافزایش جمعیت خوجین در فاصله ۵ ساله بین دو سرشماری، جمعیت آن در سال ۱۳۹۰ به ۸۷۱ خانوار با ۳۰۶۸ نفرافزایش می‌یابد.

## عوامل پیدایش
از عوامل پیدایش این روستا و رونق و آبادانی آن می‌توان به وجود موقعیت طبیعی برای تأمین آب کشاورزی و شیب طبیعی مناسب جهت ساخت و ساز و زراعت نام برد. این عوامل بعلاوه موقعیت قرارگیری این روستا در مسیر ارتباطی گیلان و بخش شاهرود آن را به صورت یک مجتمع زیستی مناسب درآورده و روستای خوجین را در مرکز فعالیت‌های باغی و زراعی و دادوستد روستاهای همجوار قرار داده است به همین خاطر از سال‌ها پیش زمینه‌های لازم برای ارائه خدمات موردنیاز آبادی‌های اطراف در روستای خوجین فراهم آمده و دومین مدرسه شهرستان خلخال به نام مدرسه میرعماد در سال ۱۳۱۹ در خوجین تأسیس گردیده است.

## اقلیم
روستای خوجین به جهت همجواری با کوه‌های مرتفع و خطه سرسبزگیلان از جنگل‌های سرسبز و زیبا و مراتع وسیعی برخورداراست. بیش از ۵۰۰۰ هکتار از اراضی ۶۵۵۰ هکتاری روستای خوجین به مراتع درجه ۱، ۶۵۰ هکتار آن به اراضی آبی و باغات میوه و۹۰۰ هکتار دیگر به اراضی دیم اختصاص دارد. قرارگرفتن خوجین در منطقه‌ای مرتفع و وجود کوه‌های طالش که مانع نفوذ آب و هوای مرطوب به این منطقه می‌شود. تابستان‌های خنک و زمستان‌های سردی را برای آن به ارمغان آورده‌است.

## آب‌وهوا
آب و هوای خوجین به علت کوهستانی بودن منطقه دارای زمستان‌های خیلی سردبین ۲۰ الی ۵ درجه زیر صفر و تابستان‌های ملایم و فرحبخش و مهمانپذیر می‌باشد. میزان بارندگی باران در سال ۱۵۰ میلی‌متر و میزان بارش برف از ۱۵ سانتیمتر تا ۱ متر است. به جهت سردسیر بودن منطقه، ساختمان‌های قدیمی اکثراً از موادی مانند آجر و خشت ساخته شده و تدابیرلازم برای جلوگیری از نفوذ سرما به عمل آمده است.

## جمعیت
خوجین از پرجمعیت‌ترین و بزرگترین آبادی‌های شهرستان خلخال به‌شمار می‌رود که در منطقه کوهستانی زیبایی با ارتفاع ۱۹۰۰ متر ازسطح دریا قرار گرفته و حدود سه کیلومتر با مرکز شهرستان خلخال فاصله دارد. بخشی از موسسات اداری و آموزشی و محلات جدید خلخال درحد فاصل این آبادی با خلخال احداث شده و بدین ترتیب خوجین در حال پیوستن به سمت جنوبی مرکز شهرستان خلخال می‌باشد و بی گمان در چند سال آینده به شکل یکی از محلات سبز و زیبای شهرستان خلخال درخواهدآمد.

## زیست بوم
پوشش گیاهی روستای خوجین ومراتع اطراف آن، شامل گیاهان خودروی مختلفی مثل غازآیاغی، گل گاوزبان، امه کومجی، کهلیک اوتی، پاریز، ایپلیکچه، چمن زیره سی، گلپر، یارپوز (پونه)، شَوه گیله و.. است و اراضی زراعی آن به کاشت سیب زمینی، گندم، جو، شبدر، یونجه، صیفی جات و سبزیجاتی که اغلب مصرف داخلی دارند اختصاص می‌یابد. در باغات خوجین میوه‌هایی مثل سیب، گلابی، آلبالو، آلو، زردآلو به عمل می‌آید. وسعت باغات سیب از همه بیشتر است.

## گنجایش
روستای خوجین با توجه به موقعیت طبیعی و جغرافیایی خود از ظرفیت‌های زیادی برای توسعه و آبادانی و ایجاد اشتغال برای جوانان برخوردار است. جلوگیری ازاتلاف منابع خاکی و آبی و سرمایه‌گذاری در زمینه‌های کشاورزی وگردشگری می‌تواند امکان اشتغال برای اهالی آن را فراهم آورده توسعه آن را سرعت بخشد. خوجین علاوه بر قابلیت‌های مختلفی که در امورباغی و زراعی دارد از استعداد خوبی برای تبدیل به قطب گردشگری شهرستان خلخال برخوردار است. منطقه گردشگری ازنو، آبشارکمرخونی، منطقه فینارود، باغ‌های خوجین، تپه باستانی خوجین، کوه‌های خوجین و بقاع سیدابوالقاسم، سید هاشم و سیدابراهیم از قابلیت‌های گردشگری روستای خوجین است و با کمی سرمایه‌گذاری در هر بخش می‌توان به توسعه و آبادانی خوجین همت گماشت و شغلی پایدار برای جوانان بیکاری که به دلیل عدم اشتغال در روستای خوجین راهی دیار غربت می‌شوند فراهم آورد.

## مساجد
در روستای خوجین علاوه بر دو مسجد قدیمی مسجدجامع و مسجدمیرعبدالله، دو مسجد جدیدالاحداث به نام‌های مسجدصاحب الزمان و مسجد قاسمیه، چند تکیه و سه امام زاده به نام‌های، امام زاده قاسم، امام زاده هاشم و امام زاده ابراهیم وجود دارد. تکیه معروف عباسیه از تکایای بزرگ روستای خوجین به‌شمار می‌رود که همه ساله در ایام عزاداری ماه محرم خیل عظیمی از مشتاقان خاندان عصمت و طهارت علیهم السلام در آن حضور می‌یابند و با راه اندازی موکب عزاداری، برگزاری مجالس وعظ و خطبه و اطعام و احسان مؤمنین حماسه عاشورا را زنده نگه می‌دارند.
تا چند دهه اخیر حمامی به نام «داداش حامامی» از بناهای دوره قاجاری در روستا وجود داشت که با رواج حمام‌های خانگی از حیز انتفاع ساقط گردید و متأسفانه به دلیل عدم توجه مسئولین مربوطه در معرض تخریب کامل قرار گرفت. در سمت جنوب روستای خوجین محلی به نام دره سران وجود دارد که از نواحی تاریخی خوجین به‌شمار می‌رود، سمت شمال شرقی این منطقه به نام «گوئور قبری» محل گورستان تاریخی زرتشتیان است. سمت غربی دره سران که «انگان» نامیده می‌شود از سکونتگاه‌های قدیمی منطقه می‌باشد و زیارتگاهی به نام سیدمحمدملک یا سیدعبدالملک معروف به «امام زاده انگان» در آن قرارگرفته‌است.
تاریخ تشکیل اولین مدرسه در خوجین چنان‌که گفته شد به سال ۱۳۱۹ برمی گردد. این مدرسه که میرعماد نام داشته از نخستین مدارس شهرستان خلخال بوده‌است. امروزه در روستای خوجین امکانات تحصیلی درهرسه مقطع ابتدایی، راهنمایی و دبیرستان برای اهالی فراهم آمده و یک باب دبیرستان به صورت شبانه‌روزی برای تعلیم و تربیت دانش آموزان روستاهای همجوار در مقطع دبیرستان وجود دارد. علاوه بر این امروزه امکانات رفاهی مختلفی مثل مخابرات، خطوط تلفن ثابت، مکان ورزشی، مسجد، شورای اسلامی، شرکت تعاونی روستایی، دسترسی عمومی به اینترنت، اتصال به شبکه سراسری برق، آب آَشامیدنی بهداشتی، لوله‌کشی گازشهری، مرکز بهداشتی و درمانی، داروخانه، پزشک، دندانپزشک، خانه بهداشت باخدمات بهورزی، فروشگاه تعاونی، بانک، تعمیرگاه ماشین آلات کشاورزی، جایگاه پمپ بنزین و واحدهای تجاری مختلفی که به تأمین نیازهای روزانه اهالی می‌پردازند در دسترس اهالی خوجین قرار گرفته‌است. راه ارتباطی خوجین با خلخال و اکثر آبادی‌های اطراف آسفالت است و خوجین با خلخال ۲ کیلومتر، با روستای مجره ۵ کیلومتر، با روستای طولاش و خانقاه ۱۰ کیلومتر و با روستای زاویه سادات ۳ کیلومتر فاصله دارد.
مشاهیر علمی خوجین
ملامحمدصالح خلخالی (۱۱۷۵ ـ ۱۰۹۵ ق)، فرزند محمدسعید، از دانشمندان شیعی قرن دوازدهم در حوزه فقه، حکمت و عرفان است. او اهل خلخال روستای خوجین بوده و مدفنش نیز همانجاست. در تذکره‌ها، تاریخ ولادتش حدود ۱۰۹۵ ذکر شده است. درباره تاریخ وفات ملامحمدصالح تردید است. در برخی منابع، تاریخ درگذشت وی حدود سال ۱۱۳۴ ذکر شده اما در بیشتر منابع ۱۱۷۵ آمده است. ملامحمدصالح شاگرد محمدصادق اردستانی بوده است.مزار ایشان در خوجین آرامستان بالا قرار دارد.برای مطالعه بیشتر 

کشاورزی
در روستای خوجین باغات وسیع و دلگشایی وجود دارد که معمولاً به نام صاحب هرباغ معروفند. معروفترین این باغات آلما باغی، باغ سرهنگ جلیلی در کنار چشمه ازنو، باغ وکیل باشی و باغی است که در تولیت اداره اوقاف و امورخیریه قرار دارد. «کف شن»، «محرین»، «زاویه بر»، «آشاغی خالیران» (خولیلان)، «یوخاری خالیران» (خولیلان)، «ازناو»، «رنجان»، «قافیه دار»، «آقاسمیع چمنی»، «سبنه»، «قاراجالار»، «ده وه میدانی»، «طالبان»، «کوکَ وان»، «کهنه چای»، «لَرزَنه»، «بندباشی»، «سولدور»، «داغ دالی»، «کَل لی مئشه»، «خُشکَنو»، «کوله دره»، «چَپَه دره»، «اِنَه دره»، «قوشادره»، «ورگَه دره»، «مارال یاتاغی»، «پئشکمان»، «قوروقچوداغی»، «حاجی علی بالاچمنی»، «دژداغی»، «دره سران»، فناری (فینارود)، «سیناج»، «لشکرکو» (لشگرگاه)، «چولان چولان»، «کمرخونی»، «دره جور» یا تک قبیر، «ملک دره سی»، «آلاوالیق»، «عزیزچمنی»، «تقی بئی یوردو»، «سینه چول»، «کلبعلی بازاری»، «مئشه بوغازی»، «کوردیول---و»، «داش کورپی»، «ایمان دره سی»، «قارادئم»، «گوده ولی»، «داغ سَکی» (سکو)، «نظرعلی دئمی»، «قلعه کفا»، «کهریزلر» (قنات‌های جلماخانا)، «سیددانیال یولو»، «میرزا داغی» (معدن لر)، «چاخماغ دره سی»، «خانم دئمی» و «سنبلکی» از اراضی، ارتفاعات و چشمه‌های معروف خوجین است.طبق اسناد موجود در اوقاف  سه دانگ از روستای خوجین معادل 48 شعیر موقوفه خاص اولاد ذکور حاج ملا صالح خوجینی می باشد.

## گردشگری
در مجاورت روستای خوجین تفرجگاه و منطقه گردشگری زیبایی به نام منطقه گردشگری ازنو (ازناو) وجود دارد که معروفترین منطقه تفریحی شهرستان خلخال می‌باشد. «ازنو» مجموعه‌ای دیدنی از زیبایی‌های طبیعی متشکل از کوه وچشمه وغاروباغ و… را در فاصله کمی از مرکز شهرستان خلخال به نمایش می‌گذارد. بلندترین نقطه این منطقه قله زیبای ازناو است که ارتفاعی حدود ۲۴۲۲ متر ازسطح دریا دارد. جهت کوه، شمال غربی- جنوب شرقی بوده و درفاصله ۴۸ درجه و۳۵ دقیقه عرض شمالی ازخط استوا و ۳۷ درجه و۳۳ دقیقه و۳۰ ثانیه طول شرقی از نصف النهارگرینویچ قرارگرفته‌است. کوه ازنو به دلیل ترکیبات آهکی خود غارهای متعددی دارد. از دامنه ضلع غربی این قله و از ارتفاع حدود ۱۹۰۰ متری آن چشمه آب گوارا و خنکی به نام «چشمه ازنو» خارج می‌شود. این چشمه علاوه بر اینکه بخشی از آب آشامیدنی اهالی منطقه را فراهم می‌کند رودخانهٔ نسبتاپرآبی را تشکیل می‌دهد که تا خود هروآباد جاری است و باپیوستن به رودخانه «بویوک چای» باغ‌های بسیار زیبا و مفرحی را در امتداد خود بوجودمی آورد. قرار داشتن این ناحیه در فاصله اندکی از جاده اسالم به خلخال، ارزش‌های تفریحی آن را دو چندان می‌نماید. به سبب وجود تعداد پنج غار طبیعی بزرگ و کوچک در سازه‌های آهکی کوه ازنو، شرایط زیستگاهی بسیار مناسبی برای زندگی انواع حیوانات و پرندگان وحشی از جمله کل و بز وحشی و کبک و … به وجود آمده است. وجود موقعیت کوهستانی و راه ارتباطی مناسب باعث شده تا این منطقه از قابلیت مناسبی برای توسعه برخوردار باشد. شهرداری خلخال اخیراً امکانات تفریحی مناسبی را برای ازناو تدارک دیده تا شهروندان بتوانند اوقات فراغت خوبی را در این منطقه زیبا داشته باشند. در وجه تسمیه این کوه وچشمه روایات زیادی وجود دارد که این قلم در سنوات گذشته در مقالات جداگانه‌ای به شرح آن پرداخته است. می‌گویندکه وجه تسمیه چشمه ازناو به ناودان برمی‌گردد و چون کوهسار ازناو از دو کوه به هم پیوسته ناودانی شکلی که چشمه‌ای از میانشان جاری است تشکیل می‌شود به این عنوان نامیده شده‌است. این سرچشمه زیبا که در کنار روستای خوجین بر قامت خلخال تکیه کرده‌است با چشمه‌های جوشان و فعال و دبی آب ۴۰۰ لیتر در ثانیه یکی از پرآب‌ترین چشمه‌های استان اردبیل است که حدود ۵۰۰ هکتار از اراضی پایین دست خود را آبیاری کرده و باغات اطراف آن از اول بهار میزبان گردشگران بوده و رونق صنعت توریسم در شهرستان خلخال را رقم می‌زند.
در مجاورت کوه ازنو و درست به محاذات شرقی آن، کوه بلندی به نام «کوه کیوان» وجود دارد که اهالی منطقه آن را به اختصار «کو-کَ-وان» می‌گویند. «کو-کَ-وان» یا «کوه کیوان» که با ارتفاع ۲۴۰۰ متری خود یکی از قلل زیبای این خطه به شمارمی‌رود، زیبایی‌های منطقه گردشگری ازنو را دوچندان می‌کند. «کیوان کوه»، «کوه کیوان» یا «کوکاوان» در واقع بخشی ازارتفاعات ازنو است که در گذشته به نام‌های لشکرگاه و چشمه آن نیز به نام نظرگاه شهرت داشته‌است. این کوه به کلیه روستاهای اطراف خوجین تسلط دارد وهرکس برفراز قله آن دست یابد چشم‌انداز زیبایی از شهرخلخال، روستای خوجین و روستاهای طولاش، بیلیل، زیوه، مئجره، خانقاه بفراجرد و… را پیش چشم خود خواهد دید. شایداین کوه به خاطرهمین موقعیت استراژیکی خود ازگذشته‌های دورموردتوجه قرار گرفته‌است و اهالی منطقه با شرح داستان‌های مختلفی که به اسطوره شبیه‌اند، غارمعروف «کو-کَ-وان» و دامنهٔ شرقی کوه ازناو (ازنو) - در پنج کیلومتری خلخال – و تپه‌های قدیمی راه خوجین طولاش و بفراجرد را به دوره ساسانیان نسبت می‌دهند. می‌گویند در این منطقه نظامیان و افسران ساسانی با پیمودن مسیرها و صخره‌های تند «ازنو» مورد امتحان قرار گرفته و به درجه اسپهبدی می‌رسیدند و مراسم سوگند مخصوص به جا می‌آوردند.
رودخانه ازناو پس از طی مسافتی در حدود یک کیلومتر و گذر از بالادست باغ‌هایی که توسط این آب آبیاری می‌شود به دامنه کوه کمرخونی رسیده و در انتهای این کوه با شیب متوسطی از بین صخره‌ها به سمت پایین سرازیر می‌شود که موجب خروشان شدن آب و به وجود آمدن آبشارکوچک و زیبایی می‌شود که در نزد اهالی به «کَمَرَخونی» معروف است. «خونی» یا «خانی» در میان تات نشینان منطقه شاهرود خلخال به معنی چشمه است و «کَمَرَخونی» در معنی چشمه و آبشاری است که در کوه وکمر جاری است.
قسمت شمال شرقی خوجین با کوه بلندی به نام «هوت خونی» یا «مالان داغی» احاطه شده‌است. مالان داغی از کوه‌های بسیار مهم منطقه و مقسم المیاه و «آخارباخار» دو منطقه خلخال و گیلان بوده و از جنگل‌های استپی پوشیده شده‌است. قبل از کشیده شدن جاده خلخال به اسالم مسیر پیاده‌ای که از دامنه این کوه می‌گذرد پل ارتباطی بین استان گیلان و خلخال بوده‌است. در دامنه جنوبی «مالان داغی» چشمه آب پرآب و زیبایی به نام «فنارود» یا «فینارود» (Finārud) قرارگرفته‌است. این چشمه زیبایی‌های وصف ناپذیری دردامنه کوه‌های چهل خانی و مالان داغی ایجادکرده و منظره بی بدیلی از چمنزار و جنگل‌های استپی را در اطراف خود پدیدآورده است. در سنوات گذشته برای جلوگیری از هدر رفت آب چشمه فینارود، جمع‌آوری آب و استفاده از آن در فعالیت‌های کشاورزی سدخاکی کوچکی در پائین دست چشمه ایجاد کرده‌اند. سدخاکی فنارود، آب جاری شده از چشمه‌های منطقه را جمع کرده و دریاچه مصنوعی زیبایی را به وجود آورده‌است آب این سد در طول تابستان تأمین‌کننده آب مورد نیاز کشاورزان در پایین دست و مسیر چشمه فنارود می‌باشد.

## زیارتگاه
در روستای خوجین سه زیارتگاه به نام‌های زیارتگاه امام زاده سیدقاسم، امام زاده سیدهاشم، امام زاده سیدابراهیم وجود دارد. به نوشته کتاب «خلخال ومشاهیر» معماری بقعه سیدهاشم وسیدقاسم به دوران سلجوقیان نسبت داده می‌شود. زیارتگاه امام زاده سیدقاسم بر سر جاده اصلی شهرستان خلخال و روستای خوجین قرار دارد و بنای آن در حال بازسازی می‌باشد. بنای این امام زاده مستطیل شکل و دارای یک گنبد فلزی کوچک است. این زیارتگاه دارای یک حیاط ورودی در قسمت جنوبی است و ورودی اصلی بنا نیز در همین ضلع واقع شده‌است. به گفته اهالی روستا در گذشته بنای امام زاده از خشت بوده که به مرور زمان این بنا تخریب شده و بنای جدیدی به وسیلهٔ خیرین محلی احداث شده‌است بنای جدید از نوع آجری با اسکلت فلزی است.
زیارتگاه امام زاده سیدهاشم در ۲ کیلومتری شهرستان خلخال بر سر جاده خلخال - خوجین بر روی تپه‌ای در ضلع جنوبی امام زاده قاسم قرار گرفته‌است. بنای زیارتگاه مستطیل شکل و به ابعاد ۴×۴ متر و به صورت ساده بنا شده و سقف آن مسطح و دارای نمای سیمانی می‌باشد. ورودی این بنا از ضلع شرقی بوده و دو پنجره کوچک در دو طرف درب ورودی قرار دارد.
زیارتگاه امام زاده سیدابراهیم در مسیر جاده اصلی خلخال – خوجین قرار گرفته‌است. بنای اصلی آن سال‌ها پیش در جریان خیابان کشی تخریب شده بود و تا این اواخر زیارت نامه امامزاده را بر روی یک پایه آجری ساده به ارتفاع یک متر در محل اصلی امامزاده قرار داده بودند. کار تجدید بنای آن در سنوات اخیر به همت اهالی آغاز گردیده و مراحل پایانی خود را می‌گذراند

## گلخانه
در سال ۱۳۹۴ مجتمع گلخانه‌ای تولید صیفی جات روستای خوجین که دومین مجتمع گلخانه‌ای شهرستان خلخال محسوب می‌شود با سرمایه‌ای بالغ بر۴ میلیارد ریال در زمینی به مساحت ۳۵۰۰ متر مربع در خوجین راه اندازی شد. مجتمع گلخانه‌ای روستای خوجین با سرمایه‌گذاری بخش خصوصی و با پرداخت یک میلیارد ریال اعتبار تسهیلاتی از محل صندوق حمایت از کارآفرینان امید استان راه اندازی شده و با توجه به کم‌آب بری و متناسب بودن طرح با شرایط آب و هوایی منطقه و نیز تولیدات خارج از فصل می‌تواند به عنوان یکی از طرح‌های اقتصادی و کشاورزی موفق شهرستان باشد. مجتمع گلخانه‌ای روستای خوجین در اراضی سرسبز پایاب چشمه پرآب ازناو خلخال احداث شده‌است.

## جمعیت
بر اساس سرشماری سال ۱۳۸۵ جمعیت این روستا ۲۷۲۰ نفر با ۷۷۳ خانوار بوده‌است.